# Breckland (district)
Breckland est un district non métropolitain du Norfolk, en Angleterre.
Le district de Breckland tire son nom de la région naturelle du Breckland (en), une lande sableuse couverte d'ajonc au sud du Norfolk et au nord du Suffolk.
Le district a été créé le 1er avril 1974. Il est issu de la fusion du borough de Thetford, des districts urbains d'East Dereham et Swaffham et des districts ruraux de Wayland, Mitford and Launditch et Swaffham.
Lors du recensement de 2001, il couvrait une superficie de 1 305 km2, pour une population de 121 418 habitants.

## Composition
Le district comprend les paroisses civiles suivantes :
- Ashill
- Attleborough
- Banham
- Bawdeswell
- Beachamwell
- Beeston with Bittering
- Beetley
- Besthorpe
- Billingford
- Bintree
- Blo' Norton
- Bradenham
- Brettenham
- Bridgham
- Brisley
- Bylaugh
- Carbrooke
- Caston
- Cockley Cley
- Colkirk
- Cranwich
- Cranworth
- Croxton
- Didlington
- Dereham
- East Tuddenham
- Elsing
- Foulden
- Foxley
- Fransham
- Garboldisham
- Garvestone, Reymerston and Thuxton
- Gateley
- Gooderstone
- Great Cressingham
- Great Dunham
- Great Ellingham
- Gressenhall
- Griston
- Guist
- Hardingham
- Harling
- Hilborough
- Hockering
- Hockham
- Hoe and Worthing
- Holme Hale
- Horningtoft
- Ickburgh
- Kempstone
- Kenninghall
- Kilverstone
- Lexham
- Litcham
- Little Cressingham
- Little Dunham
- Little Ellingham
- Longham
- Lynford
- Lyng
- Mattishall
- Merton
- Mileham
- Mundford
- Narborough
- Narford
- Necton
- New Buckenham
- Newton by Castle Acre
- North Elmham
- North Lopham
- North Pickenham
- North Tuddenham
- Old Buckenham
- Ovington
- Oxborough
- Quidenham
- Riddlesworth
- Rocklands
- Roudham and Larling
- Rougham
- Saham Toney
- Scarning
- Scoulton
- Shipdham
- Shropham
- Snetterton
- South Acre
- South Lopham
- South Pickenham
- Sparham
- Sporle with Palgrave
- Stanfield
- Stanford
- Stow Bedon and Breckles
- Sturston
- Swaffham
- Swanton Morley
- Thetford
- Thompson
- Tittleshall
- Tottington
- Twyford
- Watton
- Weasenham All Saints
- Weasenham St Peter
- Weeting-with-Broomhill
- Wellingham
- Wendling
- Whinburgh and Westfield
- Whissonsett
- Wretham
- Yaxham

## Source
- (en) Cet article est partiellement ou en totalité issu de l’article de Wikipédia en anglais intitulé « Breckland District » (voir la liste des auteurs).